# Gran Elefant dret
Gran Elefant dret (« grand éléphant droit » en catalan) ou Gran Elefandret est une sculpture monumentale en bronze de Miquel Barceló. Elle mesure environ huit mètres de hauteur,,. Elle représente un éléphant en position d'appui tendu renversé sur sa trompe.

## Description
La sculpture ne se veut pas fidèle à l'anatomie puisque l'animal n'a ni yeux ni défenses. Comme d'autres mammifères corpulents, il s'agit d'une « supplantation » de l'artiste, : Barceló considère en effet la sculpture comme un autoportrait, car elle figure l'équilibre d'un artiste dans les moments difficiles,. L'artiste explique que la sculpture est faite pour se trouver dans la rue et pour voyager.  Il la compare également à un arbre et à une danseuse. 

## Réalisation
La sculpture a été achevée en mai 2009. Elle a été réalisée dans les ateliers d'Alfa Arte à Eibar, dans la communauté autonome du Pays basque, en Espagne. Un modèle réduit a d'abord été numérisé pour créer un prototype en polystyrène expansé haut de huit mètres. Ce prototype a été retravaillé par le sculpteur, puis un moule en silicone en a été réalisé. Un bronze a ensuite été fondu en une trentaine de pièces qui ont été travaillées séparément pendant plusieurs mois, avant d'être soudées,,. L'ensemble pèse cinq tonnes. Barceló a travaillé avec des ingénieurs pour s'assurer de la stabilité de la sculpture. Il en existe deux exemplaires.
L'idée de l'œuvre est cependant bien plus ancienne. Barceló dit l'avoir d'abord dessinée, puis sculpté un exemplaire en plâtre dans les années 1990 avec son fils. L'œuvre en bronze en est une réincarnation. Il existe aussi un exemplaire de quatre mètres de hauteur et pesant deux tonnes, Elefant dret ou Elefandret, créé en 2007,,,,.

## Expositions
- Février - juin 2010 : Madrid, devant le centre culturel Caixa Forum, situé sur le Paseo del Prado, dans le cadre de l'exposition Miquel Barceló 1983-2009[14].
- Juin 2010 - mai 2011 : Avignon, place du Palais des papes. Installée dans le cadre de l'exposition Terramare consacrée à Miquel Barceló qui dura jusqu'en novembre 2010[15], la sculpture est restée jusqu'au mois de mai suivant[16]. La ville d'Avignon a envisagé son acquisition, avant d'y renoncer[17].
- Juillet 2010 - janvier 2011 : Barcelone, devant le centre culturel Caixa Forum, dans le cadre de l'exposition Miquel Barceló 1983-2009[3].
- Septembre 2011 - mai 2012 : New York, Union Square, initiative du Department of Parks and Recreation de la ville de New York soutenue par la galerie Marlborough[2],[18],[6]. La sculpture a été transportée par bateau[1].
- Avril - octobre 2017[19] : Salamanque, Plaza Mayor (une version de la sculpture plus blanche et qui rejette de la fumée chaque fois que les cloches de l'hôtel de ville sonnent les heures), dans le cadre d'une exposition de quatre-vingts œuvres de l'artiste pour célébrer les 800 ans de l'université[20].